# 菲迪厄
菲迪厄（挪威語：Fedje）是挪威的一個市镇，位於韦斯特兰郡，行政中心为菲迪厄村。市镇面积为9平方公里，人口数量为548人（2020年），人口密度为每平方公里61.3人。